# تازه قشلاق (نیر)
تازه قشلاق یک منطقهٔ مسکونی در ایران است که در دهستان یورتچی شرقی واقع شده‌است. براساس سرشماری مرکز آمار ایران در سال ۱۳۹۵، تازه قشلاق ۷۹ نفر جمعیت دارد.